# Cinderella with Four Knights
Cinderella with Four Knights (hangul: 신데렐라와 네 명의 기사; rr: Sinderellawa Ne Myeongui Gisa) é uma telenovela sul-coreana exibida pela tvN entre 12 de agosto e 1 de outubro de 2016, estrelada por Park So-dam, Jung Il-woo, Ahn Jae-hyun, Lee Jung Shin, Choi Min e Son Na-eun.
Baseado no romance homônimo publicado em 2011, o drama é sobre um grupo de jovens apaixonados em seus 20 anos que vivem juntos. Ele traçou paralelos com a série de televisão de 2009 Boys Over Flowers.

## Enredo
Eun Ha-won (Park So-dam) é uma estudante secundarista brilhante que sonha em se tornar professora. Infelizmente, ela perde a mãe em um trágico acidente, mora com uma madrasta cruel e não tem dinheiro para sua educação. Um dia, ela ajuda um homem idoso e como o destino o teria, se muda para uma linda mansão com três homens igualmente lindos, que também são primos bilionários e herdeiros da fortuna da família Kang. Entre o solitário rebelde Kang Ji-woon (Jung Il-woo), a máquina de dinheiro de playboy Kang Hyun-min (Ahn Jae-hyun) e o super-doce cantor Kang Seo-woo (Lee Jung Shin), Eun Ha Won encontra-se no meio do quadrilátero mais quente do amor para sempre acontecer uma princesa moderna de conto de fadas. Completando o estilo de vida chaebol da mansão estão Lee Yoon-sung (Choi Min), que serve como guarda-costas bonito dos primos, e Park Hye-ji (Son Na-eun), uma garota linda que tem seus próprios interesses na família Kang e não está acima de manipular um primo para se aproximar de outro.

## Elenco

### Elenco principal
- Park So-dam como Eun Ha-won
- Jung Il-woo como Kang Ji-woon
- Ahn Jae-hyun como Kang Hyun-min
- Lee Jung Shin como Kang Seo-woo
- Choi Min como Lee Yoon-sung
- Son Na-eun como Park Hye-ji

### Elenco de apoio
- Kim Yong-gun como presidente Kang Jong-du
- Kim Hye-ri como Ji Hwa-ja
- Seo Hyun-chul como Eun Gi-sang
- Choi Eun-kyung como Park Soo-kyung
- Ko Bo-gyeol como Choi Yoo-na
- Cho Hye-jung como Hong Ja-young

## Trilha sonora

### Parte 1
| N.º            | Título                        | Artista        | Duração |  |
| 1.             | "For You"                     | BTOB           | 04:19   |  |
| 2.             | "For You" (Ballad Ver.)       | BTOB           | 03:58   |  |
| 3.             | "For You" (Inst.)             |                | 04:19   |  |
| 4.             | "For You" (Ballad Ver. Inst.) |                | 03:59   |  |
| Duração total: | Duração total:                | Duração total: | 16:35   |  |

### Parte 2
| N.º            | Título             | Artista        | Duração |  |
| 1.             | "My Romeo"         | Jessi          | 04:01   |  |
| 2.             | "My Romeo" (Inst.) |                | 04:01   |  |
| Duração total: | Duração total:     | Duração total: | 08:02   |  |

### Parte 3
| N.º            | Título                                                                 | Artista                   | Duração |  |
| 1.             | "Confession (고백)" (ft. 시진)                                         | SinB (GFriend)            | 03:56   |  |
| 2.             | "If I Ever See You Again (언젠가 그대 다시 만나면)" (ft. Monet (모네)) | Green Cacao (그린 카카오) | 04:28   |  |
| 3.             | "Confession (고백)" (Inst.)                                            |                           | 03:56   |  |
| 4.             | "If I Ever See You Again (언젠가 그대 다시 만나면)" (Inst.)            |                           | 04:28   |  |
| Duração total: | Duração total:                                                         | Duração total:            | 16:48   |  |

### Parte 4
| N.º            | Título                | Artista           | Duração |  |
| 1.             | "Without You"         | Yoon Bomi (Apink) | 04:12   |  |
| 2.             | "Without You" (Inst.) |                   | 04:12   |  |
| Duração total: | Duração total:        | Duração total:    | 08:24   |  |

### Parte 5
| N.º            | Título              | Artista        | Duração |  |
| 1.             | "I Believe"         | Younha         | 03:32   |  |
| 2.             | "I Believe" (Inst.) |                | 03:32   |  |
| Duração total: | Duração total:      | Duração total: | 07:04   |  |

### Parte 6
| N.º            | Título                                        | Artista        | Duração |  |
| 1.             | "Star Fall On You (별이 쏟아지는 너)"         | DickPunks      | 03:28   |  |
| 2.             | "Star Fall On You (별이 쏟아지는 너)" (Inst.) |                | 03:28   |  |
| Duração total: | Duração total:                                | Duração total: | 06:56   |  |

### Parte 7
| N.º            | Título             | Artista        | Duração |  |
| 1.             | "Only One"         | Zia            | 04:10   |  |
| 2.             | "Only One" (Inst.) |                | 04:10   |  |
| Duração total: | Duração total:     | Duração total: | 08:20   |  |

### Parte 8
| N.º            | Título                                            | Artista        | Duração |  |
| 1.             | "The Way To Find Love (사랑을 찾는 방법)"         | CNU (B1A4)     | 4:18    |  |
| 2.             | "The Way To Find Love (사랑을 찾는 방법)" (Inst.) |                | 4:18    |  |
| Duração total: | Duração total:                                    | Duração total: | 8:36    |  |

### Parte 9
| N.º | Título                                  | Artista       | Duração |  |
| 1.  | "Confession (고백)"                     | Lee Jung Shin | 3:59    |  |
| 2.  | "Confession (고백)" (Inst.)             |               | 3:59    |  |
| 3.  | "The Chorus Of Knights (Opening Title)" | Oh Joon-sung  |         |  |
| 4.  | "Smile Of Blessing"                     | Oh Joon-sung  |         |  |
| 5.  | "Protect You"                           | Oh Joon-sung  |         |  |
| 6.  | "Sad Walking"                           | Oh Joon-sung  |         |  |
| 7.  | "Pit-A-Pat"                             | Oh Joon-sung  |         |  |
| 8.  | "Leave Me Alone"                        | Oh Joon-sung  |         |  |
| 9.  | "Only For Her"                          | Oh Joon-sung  |         |  |
| 10. | "Stop The Rain"                         | Oh Joon-sung  |         |  |
| 11. | "Cinderella Story"                      | Oh Joon-sung  |         |  |
| 12. | "Don't Cry"                             | Oh Joon-sung  |         |  |
| 13. | "Pinocchio Dance"                       | Oh Joon-sung  |         |  |
| 14. | "Urban Guy"                             | Oh Joon-sung  |         |  |
| 15. | "Lonely Melody"                         | Oh Joon-sung  |         |  |
| 16. | "Wondergirl"                            | Oh Joon-sung  |         |  |
| 17. | "Sky House"                             | Oh Joon-sung  |         |  |

## Recepção
Na tabela abaixo, os números azuis representam as audiências mais baixas e os números vermelhos representam as audiências mais elevadas.
| Episódio | Data de transmissão original | Média de participação do público | Média de participação do público | Média de participação do público |
| Episódio | Data de transmissão original | AGB Nielsen                      | AGB Nielsen                      | TNmS                             |
| Episódio | Data de transmissão original | Em todo o país                   | Seul                             | Em todo o país                   |
| -------- | ---------------------------- | -------------------------------- | -------------------------------- | -------------------------------- |
| 1        | 12 de agosto de 2016         | 3.549%                           | 4.548%                           | 3.7%                             |
| 2        | 13 de agosto de 2016         | 1.796%                           | 2.136%                           | 2.5%                             |
| 3        | 19 de agosto de 2016         | 2.680%                           | 3.043%                           | 4.7%                             |
| 4        | 20 de agosto de 2016         | 2.230%                           | 1.913%                           | 2.8%                             |
| 5        | 26 de agosto de 2016         | 2.967%                           | 2.585%                           | 3.8%                             |
| 6        | 27 de agosto de 2016         | 3.903%                           | 4.169%                           | 4.0%                             |
| 7        | 2 de setembro de 2016        | 3.216%                           | 2.855%                           | 4.2%                             |
| 8        | 3 de setembro de 2016        | 3.031%                           | 3.425%                           | 4.0%                             |
| 9        | 9 de setembro de 2016        | 3.036%                           | 2.939%                           | 3.3%                             |
| 10       | 10 de setembro de 2016       | 2.748%                           | 2.883%                           | 3.1%                             |
| 11       | 16 de setembro de 2016       | 2.392%                           | 3.054%                           | 3.0%                             |
| 12       | 17 de setembro de 2016       | 2.009%                           | 1.961%                           | 2.8%                             |
| 13       | 23 de setembro de 2016       | 2.601%                           | 2.430%                           | 3.2%                             |
| 14       | 24 de setembro de 2016       | 2.407%                           | 2.334%                           | 3.2%                             |
| 15       | 30 de setembro de 2016       | 2.456%                           | 2.267%                           | 3.1%                             |
| 16       | 1 de outubro de 2016         | 3.118%                           | 3.132%                           | 3.8%                             |
| Média    | Média                        | 2.76%                            | 2.85%                            | 3.45%                            |

- Este drama foi transmitido por um canal de televisão por assinatura, que normalmente tem um público relativamente menor em comparação com as emissoras de televisão abertas (KBS, SBS, MBC e EBS).

## Prêmios e indicações
| Ano  | Prêmio                                  | Categoria                           | Beneficiário | Resultado |
| ---- | --------------------------------------- | ----------------------------------- | ------------ | --------- |
| 2016 | APAN Star Awards                        | Melhor Nova Atriz                   | Park So-dam  | Indicado  |
| 2016 | Korea Drama Awards                      | Prêmio de Excelência Superior, Ator | Ahn Jae-hyun | Venceu    |
| 2016 | Korea Drama Awards                      | Prêmio Estrela Global               | Ahn Jae-hyun | Venceu    |
| 2016 | Macau International Television Festival | Melhor Ator                         | Ahn Jae-hyun | Venceu    |